# Nicolas Bergasse
Nicolas Bergasse (Lió, 24 de gener del 1750 - París, 28 de maig del 1832) fou un jurista, filòsof i polític francès. Fou un dels diputats dels Estats Generals de França, que, el 20 de juny de 1789, van ser presents al jurament del jeu de paume.